# 살쾡이자리-큰곰자리 필라멘트
살쾡이자리-큰곰자리 필라멘트(LUM Filament)는 우리 은하 주변에 위치한 필라멘트이다.

## 구분
이 필라멘트는 살쾡이자리-큰곰자리 초은하단과 연결되어 있으나 서로 구별된다.